# 아일랜드 라디오-텔레비전
아일랜드 방송 협회 또는 RTÉ(아일랜드어: Raidió Teilifís Éireann, 영어: Radio (and) Television of Ireland)는 아일랜드의 공영 방송국이다.
RTÉ는 1926년 1월 1일 아일랜드에 첫 라디오 방송을 시작한 2RN을 전신으로 한다. 이후 1937년 Radio Éireann(아일랜드 라디오)로 변경하고, 1960년 텔레비전 방송 개국에 맞춰 현재의 RTÉ가 되었다.

## 방송 서비스

### 텔레비전 방송
- RTÉ One (1961년 개국, 종합 채널, 2013년 HD 방송 시작)
- RTÉ2 [1978년 개국, 엔터테인먼트 채널, 구칭 Network 2(1988~2004, 1997년부터는 N2라는 약칭을 사용), RTÉ Two(2004~14)], 2011년 HD 방송 시작)
- RTÉ News Now (2008년 6월 12일 개국, 뉴스 채널)
- RTÉjr (2011년 5월 27일 개국, 어린이 채널, 06:00~19:00까지 방송)
- RTÉ One +1 (2011년 5월 27일 개국)
- RTÉ2 +1 (2019년 2월 19일 개국. 19:00~02:00(주말은 12:00~02:00)까지 방송)
- RTE International (RTÉ의 국제 텔레비전 방송)

### 라디오 방송

#### FM 라디오
- RTÉ Radio 1 (1926년 1월 1일 개국, 중장년층을 겨낭한 대중 음악 방송, 중파 방송은 2008년 3월 24일 오후 3시 종료. 장파 252khz 방송은 2017년 5월 종료 예정이었으나 연기됨.)
- RTÉ 2fm (1979년 3월 31일 개국, 청년층을 겨낭한 대중 음악 방송. 1988년까지의 이름은 RTÉ Radio 2. 2004년까지 중파로도 방송.)
- RTÉ lyric fm (1984년 11월 6일 FM3 Classical Music으로 당시 RTÉ Raidió na Gaeltachta와 시간 교대. 1999년 5월 1일 지금의 이름으로 독립 개국. 클래식, 재즈, 세계 음악 방송)
- RTÉ Raidió na Gaeltachta (1972년 4월 2일 개국. 아일랜드 게일어 방송)

#### AM 라디오
- RTÉ Radio 1 Extra (RTÉ 라디오 1 자매 서비스 방송, 스포츠 및 특집 프로그램 방송)

#### 디지털 전용 (2021년 3월 31일 DAB 종료, 인터넷, 지상파 TV Saorview, 버진미디어 아일랜드로는 계속)
- RTÉ 2XM
- RTÉ Chill
- RTÉ Choice
- RTÉ Gold
- RTÉjr and TRTÉ
- RTÉ Pulse